# الاتحاد الملكي لكرة القدم في سبتة
الاتحاد الملكي لكرة القدم في سبتة (RFFCE) هو الهيئة المشرفة على كرة القدم في مدينة سبتة، والتي تعتبرها السلطات الإسبانية "مدينة مستقلة"، في حين أنها جزء من الأراضي المغربية المحتلة.
تأسس الاتحاد سنة 1931 تحت اسم الاتحاد الإسباني المغربي لكرة القدم، حيث كان يشرف على تنظيم البطولات في شمال المغرب خلال فترة الاستعمار الإسباني. لاحقًا، تغير اسمه إلى الاتحاد الإقليمي لشمال إفريقيا (1938-1985)، ثم إلى الاتحاد الإقليمي لكرة القدم في سبتة ومليلية (1985-1995)، قبل أن يأخذ اسمه الحالي. طوال تاريخه، كان مقره في مدينة سبتة، واستمر في العمل كفرع تابع للاتحاد الملكي الإسباني لكرة القدم.

## تاريخ

من عام 1931 إلى عام 1956 كان النطاق الإقليمي للاتحاد هو المنطقة الدولية لطنجة ، والحماية الإسبانية في المغرب ، ومدينتي سبتة ومليلية.

يعود أصل اتحاد سبتة لكرة القدم إلى الاتحاد الإسباني المغربي لكرة القدم، الذي تأسس في 13 يناير 1931 خلال فترة الاستعمار الإسباني لشمال المغرب. كان أول رئيس له المهندس العسكري لويس سانشيز أوردازبال، الذي قاد الاتحاد لمدة خمسة عشر عامًا، مما يعكس الدور العسكري والاستعماري الإسباني في إدارة الرياضة بالمنطقة آنذاك.
كان الاتحاد الإسباني المغربي لكرة القدم مسؤولًا عن تنظيم كرة القدم في كل من سبتة، حيث كان مقره الرئيسي، ومليلية، المدينتين الخاضعتين للسيادة الإسبانية، بالإضافة إلى طنجة، التي كانت آنذاك تحت وضع دولي خاص. جاء تأسيس الاتحاد في سياق الحماية الإسبانية للمغرب التي أُنشئت عام 1912 بموجب اتفاقية بين إسبانيا وفرنسا لتقسيم النفوذ الاستعماري في البلاد.
وعلى الرغم من أن الاتحاد الفرنسي لكرة القدم أطلق دوريًا محليًا في المغرب الفرنسي عام 1916، إلا أن المنطقة الواقعة تحت الحماية الإسبانية تأخرت في تنظيم كرة القدم رسميًا، حيث استغرق الأمر قرابة عقدين قبل إنشاء هيئة رسمية تُشرف على المسابقات المحلية.
كان أحد الإجراءات الأولى التي اتخذها الاتحاد الإسباني المغربي لكرة القدم هو إنشاء بطولة إقليمية مشابهة لتلك التي تنظمها الاتحادات الإقليمية في بقية إسبانيا. في النسخة الأولى من البطولة، شاركت أندية سبتة وتطوان فقط، إذ كانت تلك الأندية هي الوحيدة التي كانت جزءًا من الاتحاد في تلك المرحلة. وقد تُوج فريق Cultura Sport Ceutí بطلاً في تلك النسخة.
وفي نوفمبر 1932، وبعد انضمام الاتحاد الإسباني المغربي لكرة القدم إلى الاتحاد الإسباني لكرة القدم، تم منح الفائز بالبطولة الإقليمية فرصة المشاركة في بطولة إسبانيا، المعروفة حاليًا بـ كأس ملك إسبانيا.
في عام 1939، استؤنفت منافسات كرة القدم في إسبانيا بعد الحرب الأهلية الإسبانية. اضطر الاتحاد الإسباني لكرة القدم إلى تنظيم دوري الدرجة الثانية المؤقت، حيث لم تتمكن العديد من الفرق التي كانت جزءًا من هذه الفئة قبل الحرب من العودة للمنافسة بعد انتهائها.
كان من بين الفرق المدعوة للمشاركة نادي سبتة الرياضية و المدرسة الإسبانية العربية في طنجة من الاتحاد الإسباني المغربي لكرة القدم . وكانت هذه المشاركة بمثابة لفتة تقدير من النظام للمدينتين اللتين دعمتهما خلال الحرب الأهلية. وبذلك، أصبح الفريقان أول فريقين من شمال أفريقيا يظهران في دوري الدرجة الثانية الإسباني. ورغم ذلك، كان ظهورهما قصير الأمد، حيث أنهيا الدوري في المركزين الأخير وقبل الأخير.
في موسم 1942/43، تنافس نادي سبتة الرياضي، الذي يُعرف الآن باسم سوسيداد ديبورتيفَا ثيوتا ، على الصعود إلى الدرجة الأولى من الدوري الإسباني، ولكنه لم ينجح في تحقيق ذلك. مثلت هذه البطولة أعظم إنجاز في تاريخ كرة القدم الإسبانية المغربية حتى موسم 1950/51، عندما أصبح نادي أتلتيكو تطوان أول نادي شمال أفريقي يصل إلى الدرجة الأولى من الدوري الإسباني، حيث بقي في هذه الدرجة لموسم واحد فقط.
بعد أن حصل المغرب على استقلاله في عام 1956، قام الاتحاد الإسباني المغربي بتغيير اسمه إلى الاتحاد الإقليمي لشمال إفريقيا، مع الاحتفاظ بمقره في سبتة ووجود بعثة في مليلية. اختار بعض الأندية القادمة من محمية المغرب الإسبانية الانتقال إلى إسبانيا من أجل مواصلة المنافسة في المسابقات الإسبانية. كانت هذه هي حالة نادي الاتحاد الرياضي الإسباني طنجة، الذي انتقل إلى الجزيرة الخضراء للاندماج مع نادي الجزيرة الخضراء، أو أتلتيكو تطوان، الذي انضم إلى نادي سبتة الرياضي، مما أدى إلى ظهور نادي أتلتيكو سبتة .
في إطار إعادة التنظيم الفيدرالي لإسبانيا خلال ثمانينيات القرن العشرين، والتي جاءت عقب التقسيم الإداري الجديد وإنشاء المجتمعات المستقلة، تم تغيير اسم الاتحاد الشمال أفريقي عام 1985 ليصبح الاتحاد الإقليمي لكرة القدم في سبتة ومليلية، تماشياً مع أحكام المادة الانتقالية الخامسة من الدستور الإسباني لعام 1978. وفي عام 1995، تم الاعتراف بالمدينتين كمدينتين مستقلتين، ما دفع وفد مليلية إلى الانفصال وتأسيس اتحاد كرة القدم الخاص بها عام 1999. وفي أعقاب ذلك، تم تعديل اسم الاتحاد ليصبح اتحاد سبتة لكرة القدم.
في عام 2022، وبمناسبة الذكرى التسعين لتأسيسها، منحها الملك فيليبي السادس لقبًا ملكيًا تقديرًا لدورها التاريخي في كرة القدم الإسبانية.

## روابط خارجية
- الموقع الرسمي